# Confine tra Honduras e Nicaragua
Il confine tra l'Honduras e il Nicaragua ha una lunghezza di 940 km ed è delimitato per più della metà del suo tracciato dal fiume Río Coco.

## Tracciato
Il confine terrestre inizia nel golfo di Fonseca, nell'Oceano Pacifico e finisce nella costa del Mare Caraibico, che separa i dipartimenti meridionali honduregni di Choluteca, El Paraíso, Olancho e Gracias a Dios dai dipartimenti nicaraguensi di Chinandega, Madriz, Nueva Segovia, Jinotega e la Regione Autonoma della costa caraibica settentrionale. Il Río Coco rientra nel confine nella sua parte orientale.

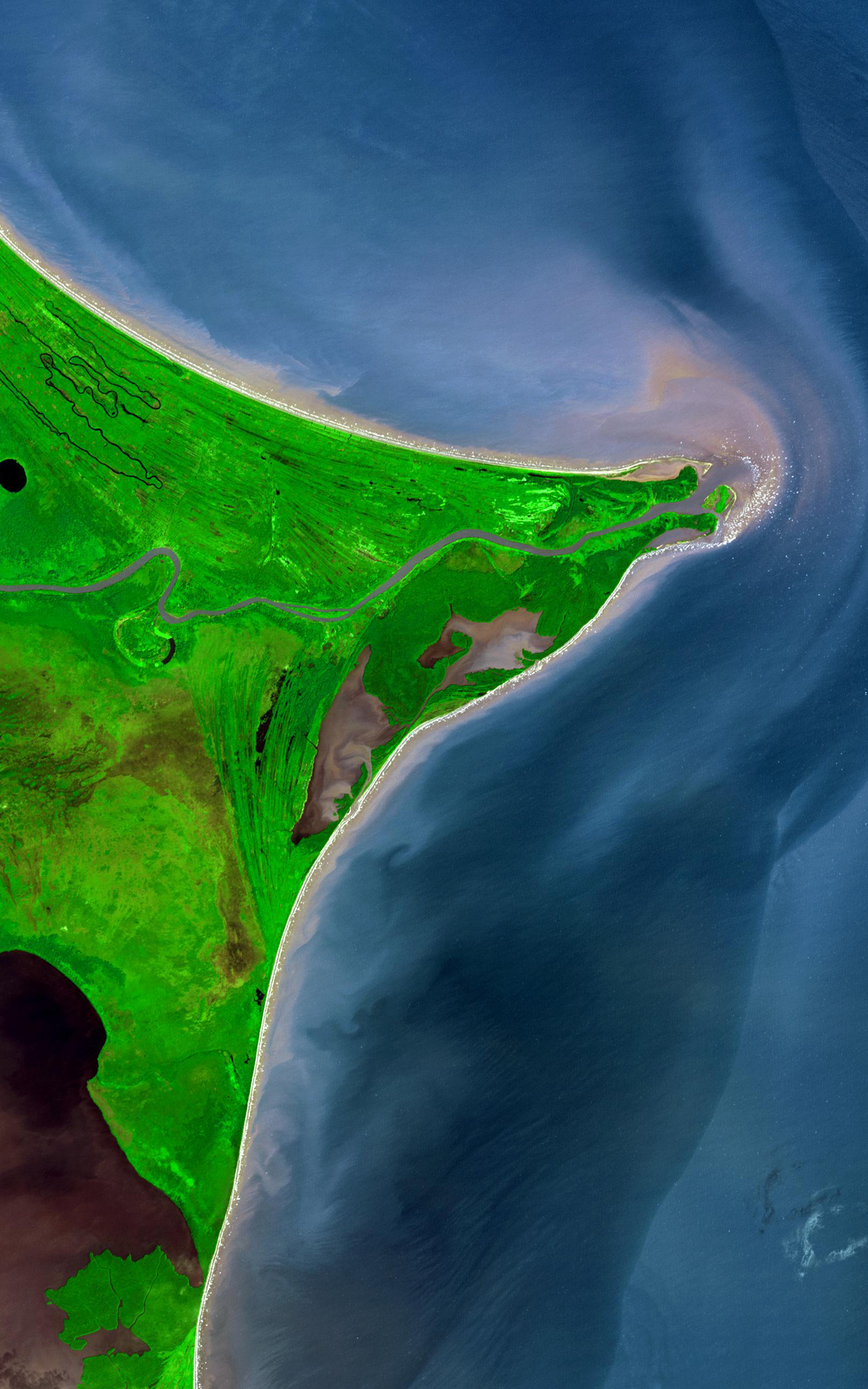
Il Rio Coco nella Costa dei Mosquito.

Per quanto riguarda il confine marittimo, nell'ottobre del 2007 la Corte Internazionale di Giustizia ne ha definito uno nuovo che si proietta in alcune sezioni a nord del parallelo 15º nord in favore del Nicaragua, e in un altro punto si addentra nel sud della linea a favore dell'Honduras.

## Storia
L'Honduras e il Nicaragua hanno fatto parte rispettivamente delle Province Unite dell'America Centrale e della Repubblica Federale del Centro America tra il 1823 e il 1838, anno della dissoluzione della federazione e del confine tra i due nascenti stati.
Nel 1937, l'emissione di un francobollo del Nicaragua con un adesivo che raffigurava una parte del territorio honduregno indicato "territorio disputato" causò quasi una guerra tra i due paesi. Il territorio era stato rivendicato dal Nicaragua, ma secondo l'Honduras la disputa era stata risolta nel 1906 quando un arbitrato del re Alfonso XIII di Spagna le cedette la zona. Le radici del problema di demarcazione di questo confine risalgono al processo di indipendenza nel 1821 come repubblica federale.
Nel 2018 l'Honduras ha rinforzato i punti di frontiera per la crisi che ha coinvolto il Nicaragua.